# Прапор Лаосу
Прапор Лаосу — затверджений 2 грудня 1975 року, після того, як країна стала «народною республікою». У 1945 році цей прапор також використовувався при правлінні націоналістичного уряду Лао. Цей прапор один з не багатьох комуністичних прапорів, на якому не зображена п'ятипроменева зірка. Цей прапор замінив попередній прапор Лаосу на якому був зображений триголовий білий слон на п'єдесталі та під парасолькою.
Прапор складається з трьох ліній, блакитна (1/2 висоти прапора) більша за розміром за червоні (1/4 висоти прапора) вдвічі. У центрі прапора знаходиться білий диск. Співвідношення сторін прапора 2:3.
Червоний колір прапора символізує кров, пролиту за незалежність, блакитний — багатство. Білий символізує повний місяць над річкою Меконг, яка є священною для всіх народів, які живуть в Індокитаї.

## Галерея

Прапор Королівства Лаос (до 1975 р.)
Прапор Лаосу як французької колонії